# Ilha James (Gâmbia)
A Ilha James é uma ilha fluvial da Gâmbia em pleno rio Gâmbia, a 30 km da foz, foi declarada Património Mundial pela UNESCO em 2003, por conter numerosos vestígios da penetração europeia em África, desde o século XV até à independência daquele país.
O rio, que é navegável por uma longa extensão, constituiu a primeira rota comercial para o interior da África ocidental e, mais tarde, uma base para o comércio de escravos. Os vestígios deste tráfico constituem, não só um importante património histórico, mas igualmente um símbolo para a Diáspora africana.

## Colónia curlandesa

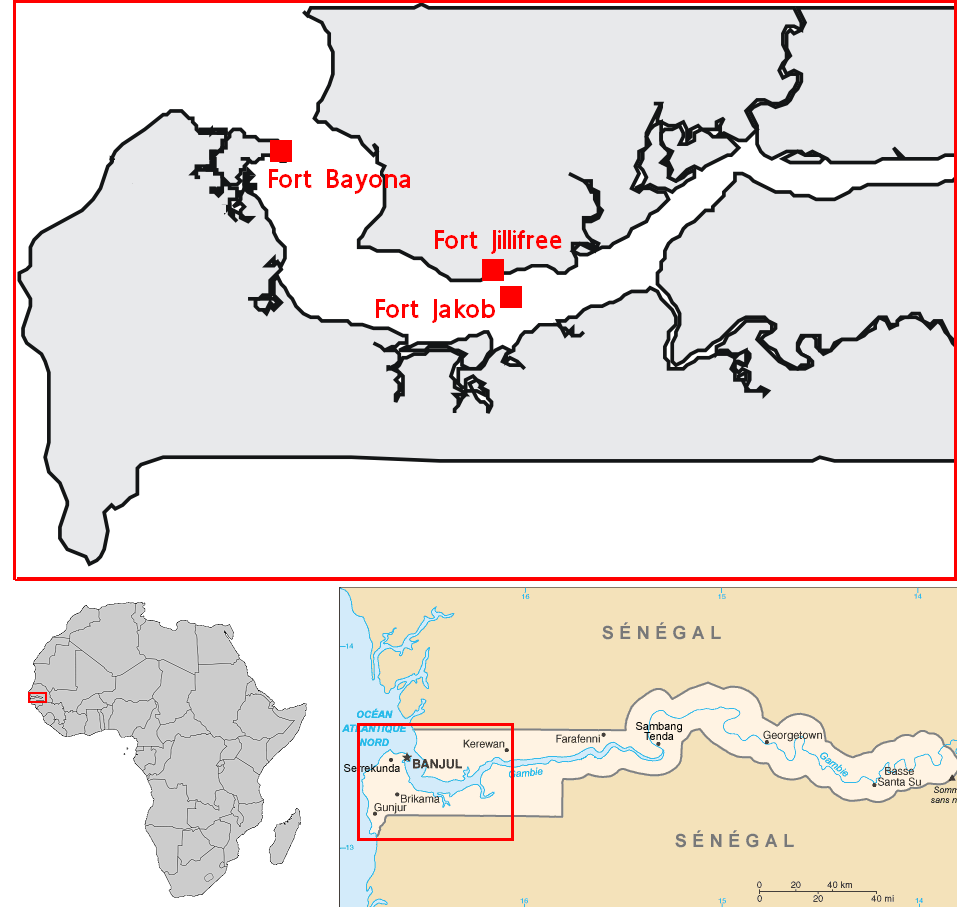
Fortes curlandeses na Gâmbia

Os primeiros europeus que se estabeleceram na ilha, em 1651, eram originários do Ducado da Curlândia (na atual Letónia). Na ilha, que designaram ilha de Santo André, construíram o Forte Jacob.
Os curlandeses construíram igualmente o Forte Bayona numa ilha próxima de Banjul e o Forte Jillifree em Jufureh.

## Colónia inglesa

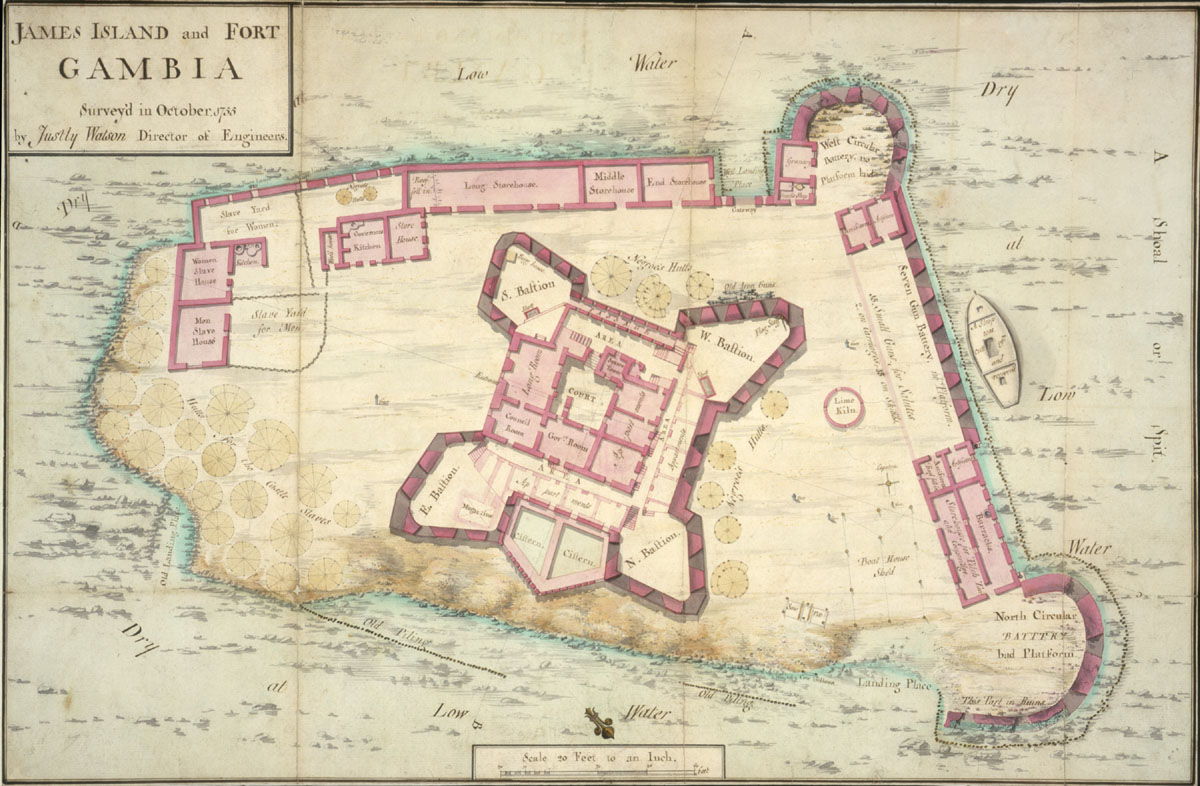
Ilha James e Forte Gâmbia (1755)